# Simon Renard de Saint-André
Simon Renard de Saint-André (Parigi, 1613 – Parigi, 13 settembre 1677) è stato un pittore francese.
Allievo del ritrattista francese Louis Beaubrun, ha lavorato a Roma e alla corte di Luigi XIV.
Al museo di Versailles sono conservati alcuni suoi lavori: il ritratto della regina madre, Anna d’Austria, e della regina regnante, in più diverse cartelle con studi preparatori.
Della sua vita non si conosce granché se non che a partire dal 1663 fece parte dell’Accademia Reale di Pittura e Scultura.
Altri suoi dipinti sono custoditi presso i musei delle belle arti di Lione e Marsiglia.
Queste opere appartengono al cosiddetto genere “natura morta” e, in particolare, alla sua declinazione al genere delle "vanitas".